# والي سميث (لاعب كرة قدم)
والي سميث (بالإنجليزية: Wally Smith)‏ (1874 بلنكولن في المملكة المتحدة - 14 نوفمبر 1958) هو لاعب كرة قدم بريطاني (وحمل سابقاً جنسية المملكة المتحدة لبريطانيا العظمى وأيرلندا) في مركز مهاجم داخلي. لعب مع برايتون أند هوف ألبيون وبرمنغهام سيتي ونادي ساوثيند يونايتد ونورويتش سيتي ولينكولن سيتي أف سي ونادي مانسفيلد تاون وNewark Town F.C. ‏.